# Pseudaega quarta
Pseudaega quarta là một loài chân đều trong họ Cirolanidae. Loài này được Jansen miêu tả khoa học năm 1978.